# Junior Cook

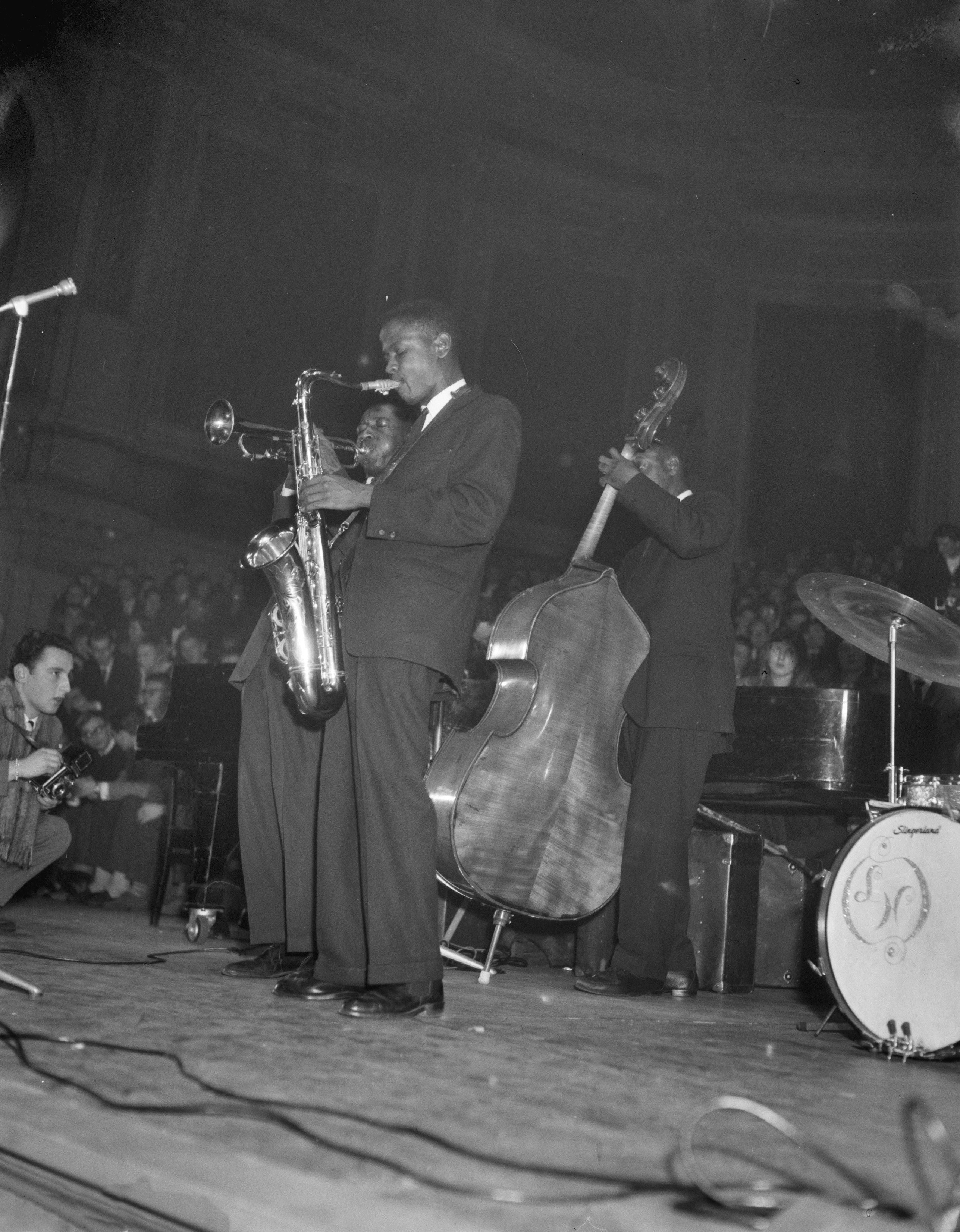
Junior Cook (m. Horace Silver Quintet, Amsterdam 1959)

Herman „Junior“ Cook (* 22. Juli 1934 in Pensacola, Florida; † 4. Februar 1992 in New York City, New York) war ein amerikanischer Jazz-Tenorsaxophonist des Hard Bop.

## Leben und Wirken
Junior Cook spielte in der Schulzeit Altsaxophon, wechselte jedoch später zum Tenorsaxophon. Er kam 1952 nach New York, spielte 1957 bei Gloria Bell, 1958 bei Dizzy Gillespie; ab Mai 1958 war Cook Mitglied des Horace-Silver-Quintetts und spielte mit ihm die klassischen Hard-Bop-Platten auf Blue Note Records ein, wie Song for My Father.  In dieser Band war er Mitglied bis 1964. Anschließend spielte er bis 1968 mit Blue Mitchell und nahm Platten mit Kenny Burrell, Cedar Walton und dem Organisten Don Patterson auf. Dann unterrichtete er an der Berklee School of Music.
1973 bis 1975 spielte er mit Freddie Hubbard, schließlich „free-lance“ in New York, u. a. mit Elvin Jones, George Coleman, Barry Harris. 1975 gründete er ein Quintett mit Louis Hayes und Woody Shaw, in den 1980er Jahren unterrichtete Cook und leitete ein Quintett mit dem Trompeter Bill Hardman. Von 1988 bis 1991 brachte er einige Platten unter eigenem Namen heraus, spielte aber auch in der Big Band von McCoy Tyner.
Stilistisch zeigte Junior Cooks Spiel Einflüsse von Wardell Gray, Sonny Rollins und John Coltrane.

## Diskographie
als Leader
- Junior’s Cookin’ (Jazzland Records, 1961)
- The Place To Be (SteepleChase Records; 1988)
- On a Misty Night (SteepleChase, 1989)
- You Leave Me Breathless (SteepleChase, 1991)

als Sideman
- Horace Silver: Six Pieces of Silver (1956–58); Blowing The Blues Away (1959); Horace-Scope (1960); The Tokyo Blues (1962), Silver’s Serenade (1963); Song For My Father (1964) (alle auf Blue Note)
- Kenny Burrell: Blue Lights (Blue Note, 1958)
- Miles Davis: Mostly Miles (Phontastic, 1958)
- Dave Bailey Sextet: One Foot In The Gutter (Epic, 1960)
- Blue Mitchell: Down With It (Blue Note, 1965)
- Barry Harris: Luminescence! (Prestige Records, 1967)
- Cedar Walton: Cedar! (OJC, 1967)
- Don Patterson: Dem New York Dues (Prestige, 1968–69)
- Clifford Jordan: Two Tenor Winner (Criss Cross Jazz, 1984)
- McCoy Tyner: Uptown / Downtown (Milestone, 1988)
- Bill Hardman: What’s Up? (SteepleChase, 1989)
- Larry Gales Sextet: A Message from Monk (Candid Records, 1990)
- Bertha Hope: Elmo’s Fire (SteepleChase, 1991)